# BYD Frigate 07
BYD Frigate 07 – hybrydowy samochód osobowy typu SUV klasy średniej produkowany pod chińską marką BYD od 2022 roku.

## Historia i opis modelu

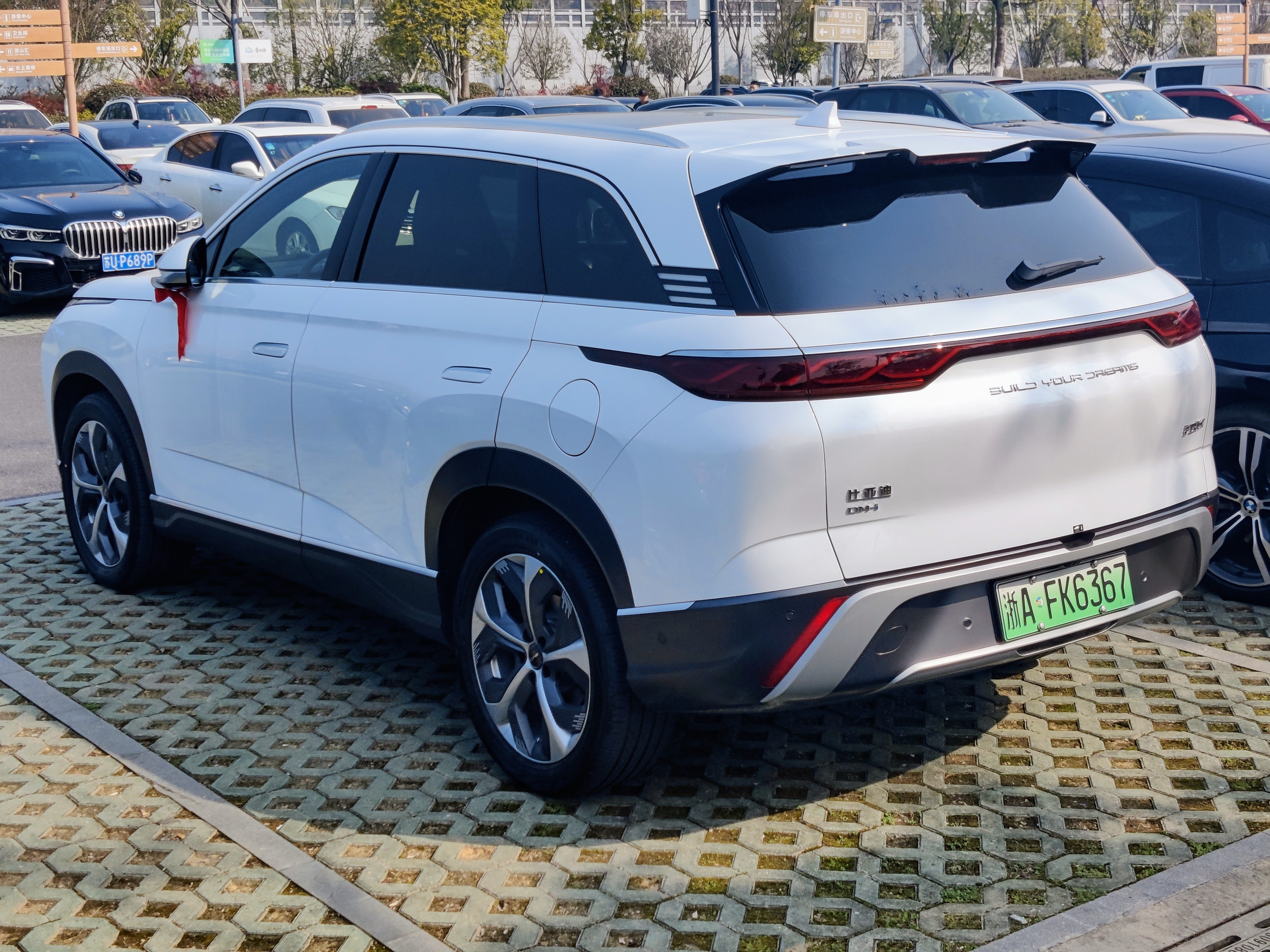
BYD Frigate 07 - tył

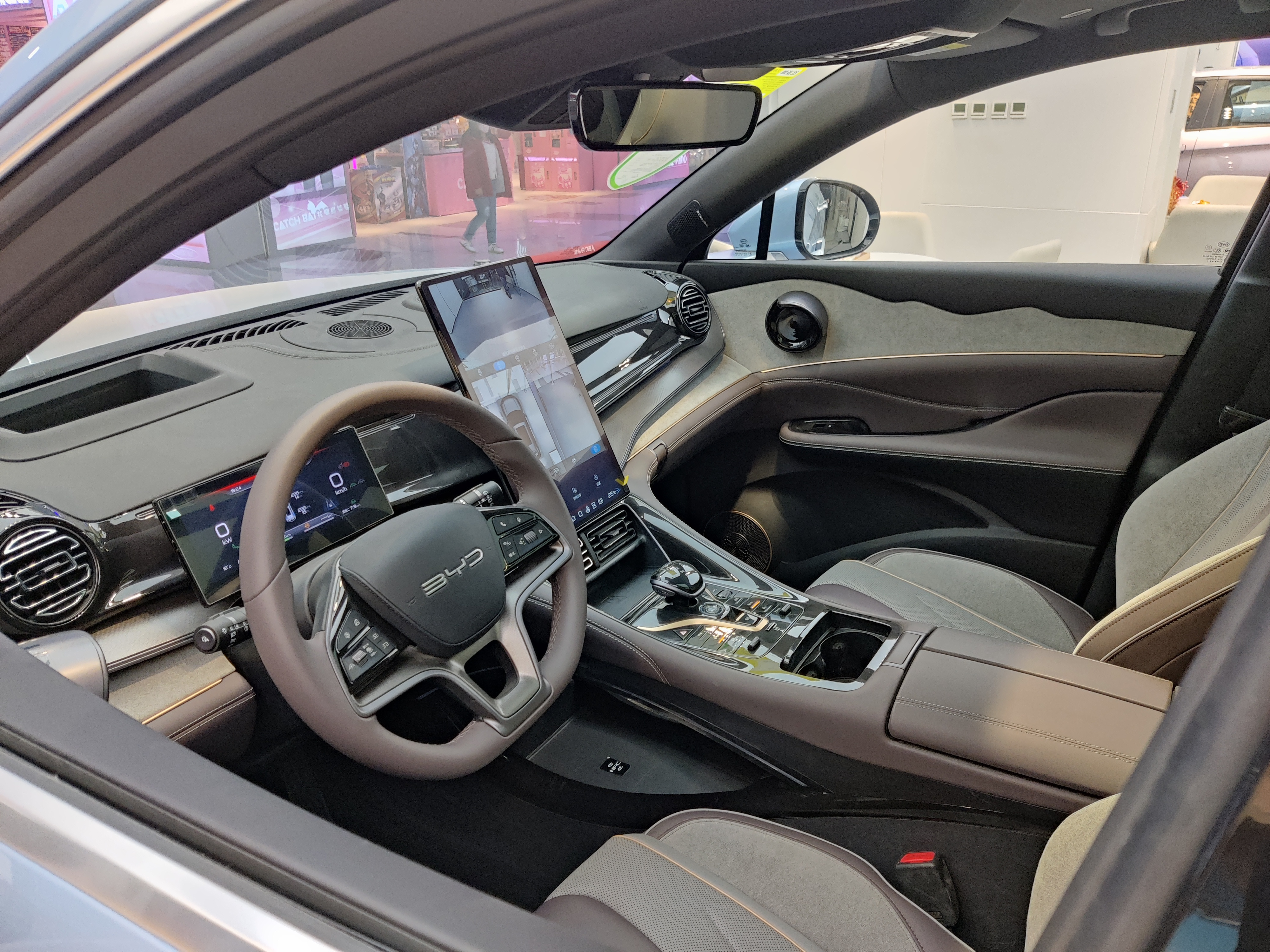
BYD Frigate 07 - kokpit

Studyjną zapowiedzią nowego SUV-a w gamie chińskiego BYD-a był prototyp BYD X Dream Concept, który przedstawiony został w kwietniu 2021 roku. Jego produkcyjne rozwinięcie zadebiutowało niespełna rok później w sierpniu 2022 na Chengdu Auto Show w postaci dużego, średniej wielkości modelu BYD Frigate 07. Samochód ustanowił w gamie alternatywę dla bardziej konserwatywnie stylizowanego Tanga z równoległej linii "Dynasty".
Frigate 07 poszerzył linię modelową "Ocean", wyróżniając się masywną sylwetką obfitującą w liczne obłe oraz okrągłe detale. Podłużne i wąskie reflektory płynnie połączono z oświetleniem LED obejmującym zarówno znajdującymi się między nimi listwę z nowym logo producenta, jak i duży sześciokątny wlot powietrza dominujący pas przedni. Smukłe kształty spotęgowały ukryte klamki, a także wąskie, podłużne lampy tylne łączone pasem LED.
Kabina pasażerska połączyła cechy stosowane zarówno przy linii modelowej "Dynasty", jak i "Ocean". Z tej pierwszej przejęto koncepcję nisko osadzonych nawiewów i obracającego się, centralnego ekranu dotykowego o przekątnej 15,6 cala z funkcją obracania się o 180 stopni. Do nowszych konstrukcji nawiązały z kolei m.in. okrągłe klamki, a także nieregularnie ukształtowane krawędzie paneli na boczkach drzwi i kokpicie. BYD Frigate 07 jest pierwszym samochodem, do którego oprogramowania wykorzystano klucz NFC Apple'a, który pozwala na odblokowywanie i zamykanie pojazdu bezpośrednio przy pomocy iPhone'a. Ponadto, pojazd wyposażono w rozbudowowany system nagłośnieniowy z premium audio składającym się z 12 głośników.

### Sprzedaż
W przeciwieństwie do innych modeli z linii "Ocean", BYD Friagate 07 powstał głównie z myślą o wewnętrznym, chińskim rynku zbytu. Samochód trafił do sprzedaży w tym regionie w listopadzie 2022 roku, z pierwszymi sztukami dostarczonym do nabywców w kolejnym miesiącu i cenami rozpoczynającymi się od 200 tysięcy juanów.

### Dane techniczne
BYD Frigate 07 jest samochodem hybrydowym typu plug-in. Jego układ napędowy współtworzy benzynowy, czterocylindrowy i turbodoładowany silnik spalinowy o pojemności 136 KM. W podstawowej odmianie łączy się on z jednym silnikiem elektrycznym o mocy 197 KM, z kolei w topowej: z dwoma silnikami o łącznej mocy 401 KM. Do wyboru dano także dwa warianty baterii: mniejszy 18,3 kWh i większy 36,8 kWh, pozwalając na przejechanie kolejno 100 lub 205 kilometrów na jednym ładowaniu w czysto elektrycznym trybie.